# حسن المحمد
حسن محمد (انگلیسی: Hassan Mohamad؛ زاده ۲۴ اوت ۱۹۸۸) یک بازیکن فوتبال است.
وی همچنین در تیم ملی فوتبال لبنان بازی کرده است.